# Pretty Pink

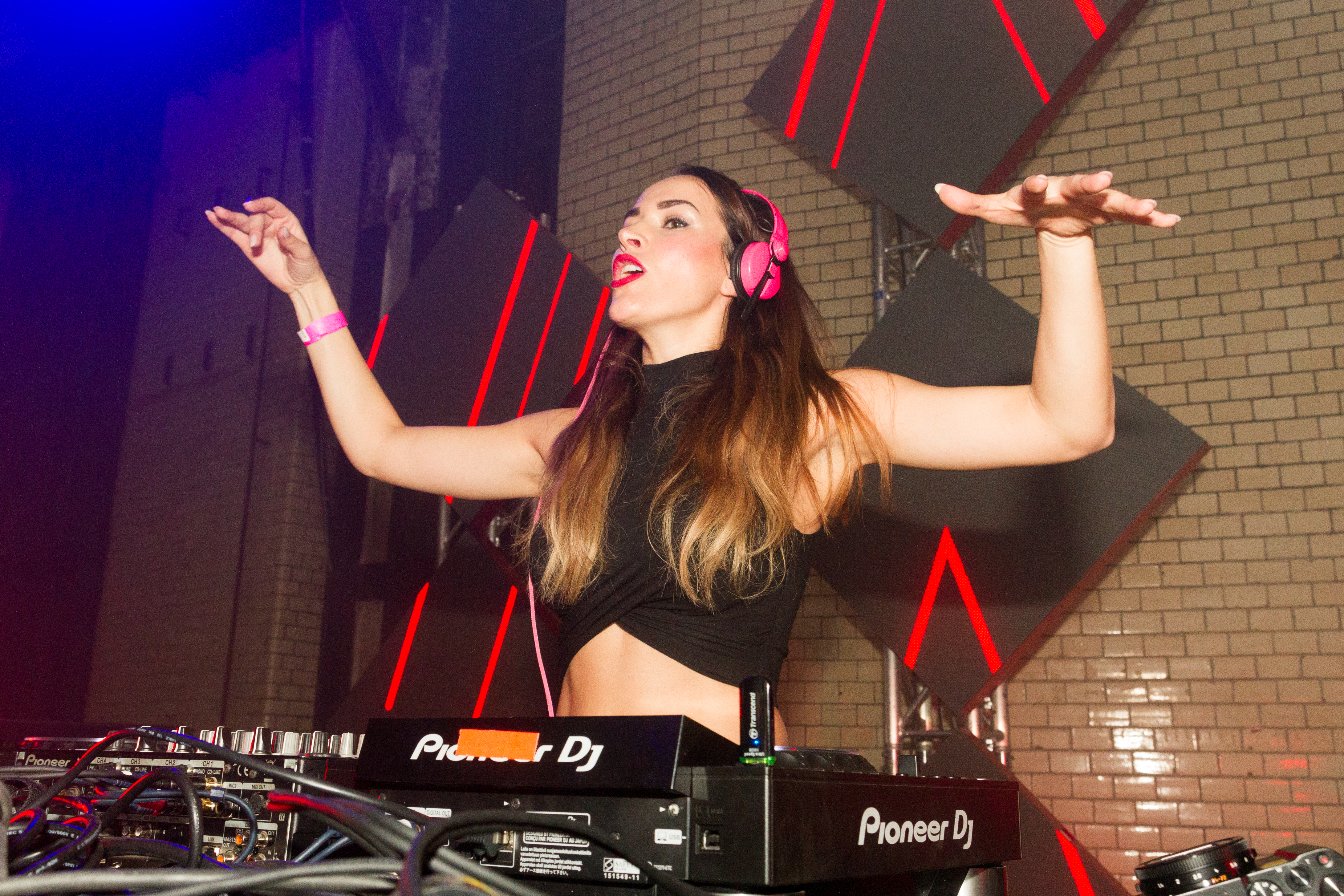
Pretty Pink beim Sterne-und-Bass-Festival im Berliner E-Werk

Pretty Pink, bürgerlich Anne Karolczak (* 20. Juni 1992 in Blankenburg (Harz)), ist eine deutsche Musikproduzentin und DJ im Bereich House und Techno.

## Leben
Geboren im Harz, aufgewachsen in einer waldreichen Umgebung und schon immer ein sehr sportlicher und kreativer Geist, kam sie über ihren Kunstsinn zur elektronischen Musik, hörte aber auch schon vorher andere Genres wie Indie, Independent Rock und Pop.
Sie studierte „Multimedia Arts & Communication, Audiovisuals“ an der DHBV Ravensburg & Burg Giebichenstein in Halle und schloss mit dem Master Degree ab. Nach Abschluss des Studiums konzentrierte sie sich vollumfänglich auf ihre Musikkarriere.

## Karriere
In der „Klima Club Lounge“ in Ilsenburg spielte Pretty Pink im Dezember 2009 ihr erstes DJ-Set. Später erlangte sie Bekanntheit durch ihren speziellen tief-bassigen Deep-House-Stil. Seit Ende 2013 begann sie deutsche Interpreten in die club-orientierten Arrangements des Deep House zu integrieren und führt seither das Genre mit Produktionen wie „Schöner Moment“, einem Original der Indie-Pop Band Chapeau Claque und Daft Punks „Get Lucky“. Sie remixte Künstler wie Armin Van Buuren, Above & Beyond, Mr. Probz, Lost Frequencies, Cosmic Gate und Ilan Bluestone.
Bisher veröffentlichte die Künstlerin zahlreiche Releases und Remixes auf Major Labels wie Sony, Warner und Universal sowie auf Indie Labels wie Armada und Anjuna.
Pretty Pink ist selbst Inhaberin zweier Labels: Deep Woods und Wanderlust. Ihre Erfolge als Unternehmerin wurden unter anderem im deutschsprachigen Magazin Business Punk dokumentiert.
Seit 2015 spielt Anne Karolczak regelmäßig auf nationalen und internationalen Festivals, unter anderem auf dem Sea You Festival, SonneMondSterne-Festival, Ikarus Festival, der Nature One, Sputnik Springbreak, Helene Beach Festival, Tomorrowland, Electric Zoo Festival, der Airbeat One, dem World Club Dome, EDC Vegas, Creamfields, Lollapalooza, Christopher Street Day, Open Flair und dem MS Dockville.
Ebenso spielt sie in wichtigen internationalen Clubs und Locations wie dem Gashouder Amsterdam und Treehouse Miami. Auf Radio Sunshine Live präsentiert Pretty Pink seit November 2020 ihre deutschsprachige, einstündige Radioshow Deep Woods.
Ihre gleichnamige internationale Radioshow läuft unter anderem auf Sendern wie Kiss FM Australia und Insonmiac Radio, Sirius XM USA. Im Jahr 2021 widmete ihr das Mixmag eine Coverstory. Vom deutschsprachigen Fazemag wurde Pretty Pink mit dem Award als erfolgreichster Breakthrough Artist 2022 ausgezeichnet. Weltweite Berichterstattung zu ihren Veröffentlichungen auf Labels wie Anjuna, STMPD RCRDS und Found Frequencies sowie ihren eigenen Labels Wanderlust und Deep Woods findet regelmäßig in internationalen Magazinen und Blogs statt.
2022 spielt Pretty Pink als erste deutsche Melodic-House-&-Techno-Künstlerin auf der Mainstage des weltweit bekannten Tomorrowland-Festivals in Belgien sowie auf weiteren Stages. In der 2023 ausgestrahlten, siebenteiligen ARD-Doku-Serie „2 on the Floor – Westbam+1“ ist Pretty Pink in der fünften Folge „Westbam + Pretty Pink“ zu sehen.
1001 Tracklists zeichnete die Arbeit von Pretty Pink 2023 aus und wählte ihren Remix für Ilan Bluestone in die Top 100 der meistgespielten Tracks 2022 weltweit. Im Februar 2023 präsentierte Spotify das Electronic-Rising-Cover mit Pretty Pink im Rahmen ihrer Debütalbum-Single-Veröffentlichung „Euphoria“. Ihr Debütalbum „Born Digital“ wurde 2023 von Spotify mit einem Banner auf dem New York Times Square gewürdigt. Beatport präsentierte die Künstlerin als „Artist of the Month“. Das Album selbst findet weltweit Beachtung und Berichterstattung.
Zusammen mit Felix Leibelt moderierte Pretty Pink den Podcast „Mark Spoon: Rest in Exzess – Das kurze Leben einer Techno-Legende“ über den deutschen Produzenten und Techno-DJ Mark Spoon für den hr und ARD Kultur.

## Veröffentlichungen

### Alben und EPs
- 2023: Born Digital
- 2022: Dark Woods
- 2019: Farytale
- 2019: Blooming Danser

### Singles
- 2023: What If I Want You ft. Maxim Lany, Armada Music
- 2023: Manipulate, Deep Woods
- 2023: Gravity, Einmusika
- 2023: Get Lucky ft. Gracie Thunder, DPWDS
- 2023: Euphoria, Deep Woods
- 2023: Happening, Deep Woods
- 2023: Take You, Deep Woods
- 2023: Miss You ft. Dan Soleil, Deep Woods
- 2023: Come Alive, Deep Woods
- 2023: Beathe ft. The Element, Deep Woods
- 2023: Stay, Deep Woods
- 2022: Drifting ft. Jyll, Deep Woods
- 2022: Lost & Found ft. Christian Burns, Deep Woods
- 2022: Alife, Deep Woods
- 2022: Break The Silence, Deep Woods
- 2022: Born Digital, Deep Woods
- 2022: What is Love ft. Tears & Marble, Deep Woods
- 2022: Wildlands, Deep Woods
- 2022: Dark Woods, Deep Woods
- 2022: Gazer, Deep Woods
- 2022: Gazer (Through The Night), Deep Woods
- 2022: Wizard, Deep Woods
- 2021: Shadows, Anjunabeats
- 2021: Talvi (Deeper), Deep Woods
- 2021: Talvi, Deep Woods
- 2021: Let You Go, Anjunabeats
- 2021: Echo, Anjunabeats
- 2021: Awake, Found Frequencies
- 2020: Tast Your Love, Found Frequencies
- 2020: Come Back, Anjunabeats
- 2020: Flow, Deep Woods
- 2020: Til The End (Fludora), Deep Woods
- 2020: Suvi, Deep Woods
- 2020: Sex Drugs Crowd Control, Smash Deep
- 2020: Move It, Kontor
- 2020: Pain Killer, Wanderlust
- 2020: Don’t Dance, Found Frequencies
- 2019: Farytale, Wanderlust
- 2019: Deepest Beat ft. The Element, Found Frequencies
- 2019: Rider, Wanderlust
- 2019: Woodtales, Doorn Records
- 2019: Danser, Wanderlust
- 2019: Melting, Wanderlust
- 2019: Blooming, Wanderlust
- 2019: Rider, Wanderlust
- 2018: Overrated, Found Frequencies
- 2018: Pure, Wanderlust
- 2018: Change, Wanderlust
- 2018: Wenn Jetzt Sommer Wär, Warner Music
- 2018: Trick, Wanderlust
- 2017: Repeat, Wanderlust
- 2017: Superman, Raison
- 2017: Panorama, Wanderlust
- 2017: Fludora, Wanderlust
- 2017: Here Comes the Sun, Wanderlust
- 2017: Enough, Wanderlust
- 2016: Run, Wanderlust
- 2016: My Kick feat. The Element, The Bearded Man/Armada Deep
- 2016: Blütenstaubromanze, Sony Music
- 2016: Your Love, The Bearded Man/Armada Deep
- 2016: Kling Klang, Universal Music
- 2016: Traumtänzer, Kontor
- 2016: Ich muss immer an dich denken, Kontor
- 2015: Gunfire, Suara
- 2015: What Is Love, Suara
- 2014: Hey Girl, The Bearded Man/Armada Deep
- 2014: Schöner Moment, Kontor
- 2014: Car Jacksonville, Sume Music
- 2014: Please Don‘t Leave Me, Sume Music
- 2014: Here We Go Again, Sume Music
- 2014: Right Now, Sume Music
- 2014: Love Is In The Air, HouseSession
- 2013: Until the Sun Shines, Caus-N-ff-ct Records
- 2011: Bust the New jam, San Trincha Music

## Auszeichnungen
- Faze Magazin Jahrespoll: Breakthrough Artist 2022[14]
- 1001 Tracklists Top 100 meistgespielten Tracks 2022 weltweit.[23]